# 斯柳薩列韋
48°6′4″N 30°12′45″E / 48.10111°N 30.21250°E
斯柳薩雷韋（烏克蘭語：Слюсареве）是位於烏克蘭西南部的村莊，由敖德萨州波季利斯克区的薩夫蘭市鎮負責管轄。該村始建於1798年，面積1.45平方公里，海拔高度186米，2001年人口497，人口密度每平方公里342.76人。